# 김종인 (인천광역시의원)
김종인(金鍾潾, 1970년 9월 16일 ~ )은 대한민국의 정치인이다. 제7·8대 인천광역시의원을 역임했다.

## 학력
- 보령수부국민학교 졸업
- 동북중학교 졸업
- 한양공업고등학교 졸업
- 호원대학교 컴퓨터게임학부 학사
- 광운대학교 대학원 경영학과 경영학 석사 수료
- 광운대학교 경영대학원 경영학 석사

## 경력
- 제14대 재인천충남도민회 사무총장
- 청라고등학교 운영위원회 위원장
- 더불어민주당 중앙당 부대변인
- 더불어민주당 미세먼지대책특별위원회 부위원장
- 대통령직속 자치분권위원회 정책자문위원
- 더불어민주당 인천기본사회위원회 정책단장
- 더불어민주당 참좋은지방정부위원회 정책자문위원
- 2015.10 ~ 2018.06: 제7대 인천광역시의회 의원(민선 6기, 인천 서구 제2선거구, 새정치민주연합→더불어민주당, 초선)
  - 2016.07 ~ 2018.06: 제7대 인천광역시의회 후반기 교육위원회 부위원장
- 2018.07 ~ 2022.05: 제8대 인천광역시의회 의원(민선 7기, 인천 서구 제3선거구, 더불어민주당, 재선)[1]
  - 2018.07 ~ 2020.06: 제8대 인천광역시의회 전반기 건설교통위원회 위원장
  - 2020.07 ~ 2022.05: 제8대 인천광역시의회 후반기 교육위원회 위원
- 2020.07 ~ 2022.05: 제8대 인천광역시의회 더불어민주당 원내대표
- 2024.05 ~ 2024.06: 제8회 전국동시지방선거 더불어민주당 인천광역시 서구청장 후보
- 2024.01 ~ 2024.02: 제22대 국회의원 선거 인천 서구 을 더불어민주당 국회의원 예비후보
- 2024.03 ~ 2024.04: 제22대 국회의원 선거 더불어민주당 이용우 인천 서구 을 국회의원 후보 선거대책위원회 위원장

## 역대 선거 결과
|  | 57.93% |

|  | 68.67% |

|  | 48.82% |